# Алмазбеков, Бекназ Алмазбекович
Бекназ Алмазбекович Алмазбеков (кирг. Бекназ Алмазбеков; родился 23 июня 2005 года) — киргизский футболист, нападающий львовского «Руха» и сборной Киргизии.

## Клубная карьера
Бекназ родился в Кыргызстане, впоследствии переехал в Турцию вместе с братом, который учился в турецком университете. В Кыргызстане играл за молодёжную команду футбольного клуба «Алга», а в Турции стал выступать за молодёжные составы клуба «Галатасарай». Так как на момент перехода в «Галатасарай» ему ещё не исполнилось 18 лет, УЕФА провёл расследование по поводу легальности такого перехода, но нарушений не обнаружил, так как Бекназ переехал в Турцию не исключительно по футбольным причинам.
В марте 2019 года во время игры за команду «Галатасарая» до 14 лет 13-летний Алмазбеков намеренно пробил выше ворот после назначения пенальти в пользу его команды, так как полагал, что одиннадцатиметровый удар был назначен несправедливо.
В марте 2020 года был включён в список семи лучших молодых игроков Центральной Азии, составленный Азиатской конфедерацией футбола (АФК).
В феврале 2022 года 16-летний Бекназ был включён в заявку основного состава «Галатасарая».

## Карьера в сборной
Выступал за сборную Кыргызстана до 20 лет. 11 июня 2022 года дебютировал за основную сборную Кыргызстана в матче отборочного турнира Кубка Азии против сборной Мьянмы.